# Carcassa (obús)

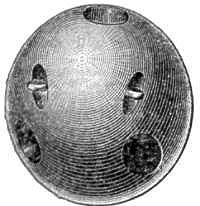
Dibuix d'una carcassa.

La carcassa era un artifici incendiari, un tipus primigeni d'obús destinat a incendiar els objectius. Consistia en una esfera de ferro colat, plena amb una mescla molt inflamable i que tenia de tres a cinc forats a través dels quals la mescla inflamada cremava. Les carcasses eren disparades des d'obusos, morters o canons per incendiar edificis i fortificacions; en impactar, l'esfera es trencava i escampava la seva càrrega incendiària al voltant del blanc. Els coets Congreve també eren equipats de vegades amb ogives de tipus carcassa.
Van rebre aquest nom perquè els forats que passaven d'un costat a l'altre, s'assemblaven a la carcanada d'un cadàver.

## Història

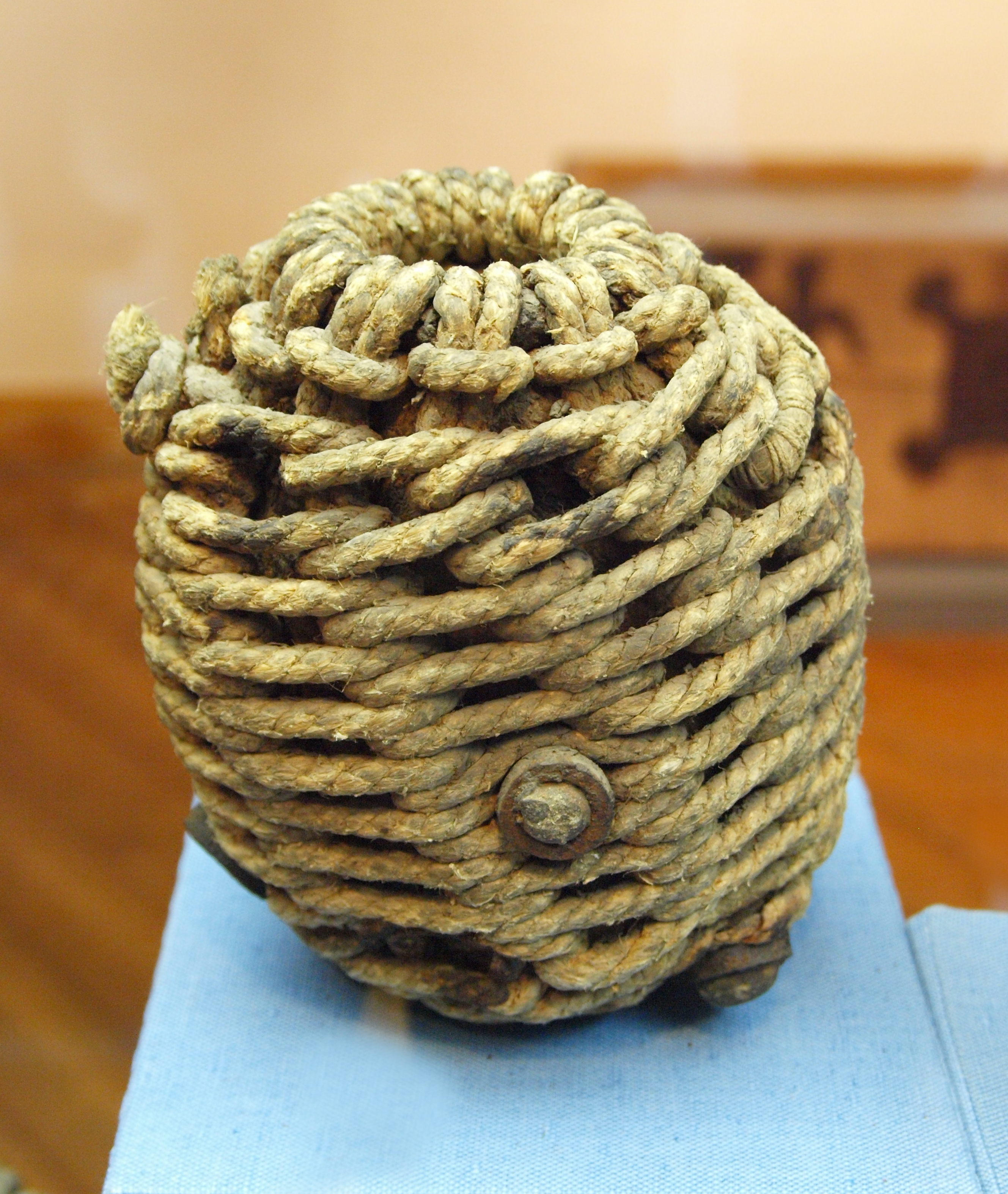
Una bola de foc del (museu de Veste Coburg, Alemanya)

Els francesos van emprar per primera vegada les carcasses el 1672, durant el regnat de Lluis XIV. Eren disparades des de canons a terra o també des dels vaixells bombarda.
La carcassa emprada per la Royal Navy al segle xviii i inicis del segle xix, especialment en l'atac al Fort McHenry, era una esfera buida de ferro colat que pesava 89 kg. En lloc d'un sol forat per a l'espoleta d'un obús de l'època, la carcassa tenia tres obertures, amb un diàmetre de 76 mm cadascuna. En ser disparada, la seva càrrega incendiària cremava durant 11 minuts. Era especialment útil durant els bombardejos nocturns, ja que els projectils flamejant ajudaven a apuntar el canó.

## Mescla incendiària
Per a la preparació de la mescla incendiària emprada en una carcassa, el filòsof del segle xviii Christian Wolff indicava 10 parts de pólvora molta, 2 de salnitre, 1 de sofre i 1 de colofònia; o 6 de pólvora, 4 de salnitre, 4 de sofre, 1 de vidre molt, 0,5 d'antimoni, 0,5 de càmfora, 1 de sal amoniacal i 0,25 de clorur de sodi. Per al projectil, ell començava amb dos anells de ferro (uns altres empraven planxes), instal·lant un a un extrem, prop de l'obertura des d'on es dispararia la carcassa, amb l'altre en l'extrem oposat. Els anells anaven subjectes amb cordes al llarg del projectil, que es creuaven amb altres cordes a l'ample, fent un nus a cada intersecció. Entre els plecs de les cordes, hi havia uns forats, amb tubs de coure inserits que s'omplien fins a la meitat amb pólvora i bales de plom, pressionant-los amb estopa. Es tancava obertura de l'interior del projectil i després se submergia la carcassa en una barreja de 4 parts de brea, 20 de colofònia, 1 de trementina i la quantitat necessària de pólvora molta per donar-li la consistència d'una pasta. Després de la immersió, el projectil es cobria amb estopa i se submergia novament, fins a obtenir el calibre adequat per al morter
Les carcasses emprades per la Royal Navy des del segle xviii fins al segle xix, estaven carregades amb una mescla de salnitre, sofre, colofònia, sulfur d'antimoni, sèu i trementina.